# آکینوبو اوساکا
آکینوبو اوساکا (انگلیسی: Akinobu Osako؛ زادهٔ ۲۷ نوامبر ۱۹۶۰) جودوکار اهل ژاپن بود.
وی در مسابقات کشوری و بین‌المللی در مجموع برندهٔ ۱ مدال برنز شده‌است.